# Francisco Rábago
Francisco Rábago (Tresabuela, Cantabria, 1685-Madrid, 1763), también conocido como Francisco de Rávago y Noriega o Francisco Rávago, fue un destacado eclesiástico español.

## Biografía
Nació en Tresabuela, una aldea del Valle de Polaciones, hijo de Lorenzo de Rábago y Toribia Noriega. Perteneció a la Compañía de Jesús, a cuya regla fue siempre fiel. Se pensó, a pesar de muchos indicios en contra, que fue él quien ordenó la construcción en 1747, en su localidad natal, de la que llegó a conocerse como Casa del Padre Rábago. Si bien esta casa fue declarada Bien de Interés Cultural con la categoría de Lugar Cultural (Sitio Histórico) por Decreto 5/2004, de 22 de enero, en agosto de 2016 se deja sin efecto la protección ya que en realidad este inmueble no era del ilustre cántabro, sino de un antiguo vecino y pariente que se llamaba Francisco de Rábago y Terán y su hermano Tomás, como pone en la inscripción en el dintel de su ventana. Testimonios orales de los vecinos de Tresabuela han indicado otro inmueble próximo a la iglesia de la localidad como la verdadera casa familiar del padre Rábago, aunque no existe documentación que lo avale.
Fue nombrado confesor real de Fernando VI en el año 1747, cargo que ostentaría hasta 1755, en que fue cesado. Gracias a ese puesto, consiguió influir sobre diversos asuntos de Estado, como el concordato entre España y la Santa Sede de 1750, o la erección del Obispado de Santander en 1754, logrando que un año más tarde se concediera a la capital cántabra el título de ciudad. También fue nombrado Director de la Biblioteca Nacional. Se opuso al tratado de Madrid de 1750, firmado con Portugal, y defendió las reducciones del Paraguay. 
Fue amigo personal y confidente del Papa Benedicto XIV y del Marqués de la Ensenada. Su influjo sobre éste hizo que fuera buscado por aquellos que deseaban contactar con él. A la muerte de José de Carvajal y Lancaster y con la caída del Marqués de la Ensenada, Francisco Rábago tuvo que dejar su cargo. 
Fue profesor en las universidades de Valladolid, Salamanca, La Sorbona y del Sacro Colegio Romano.

## Obra
Rábago escribió más de veinte obras sobre temas doctrinales; entre ellas se pueden mencionar De Deo Uno, De Voluntate, Philosophia.
- Christus hospes stabile, beneficio Eucharistiae, apud selectissimas animas, ponens domicilium (Nápoles, 1732) fue publicada con el seudónimo de Fadarico Granvosca.
- En 1956 se publicó la Correspondencia reservada e inédita de Rábago (1747-1757), con una introducción por Ciriaco Pérez Bustamante y un estudio preliminar de Carlos Pereyra en la Editorial M. Aguilar de Madrid.